# Bad Moms 2 - Mamme molto più cattive
Bad Moms 2: Mamme molto più cattive (A Bad Moms Christmas) è un film del 2017 diretto da Jon Lucas e Scott Moore, sequel del film Bad Moms - Mamme molto cattive.

## Trama
Amy ora ha una relazione felice con Jessie e vuole un Natale semplice. La sua madre eccessivamente critica, Ruth, fa deragliare i suoi piani, scrivendole che verrà per le vacanze. Nel frattempo, Kiki è ancora oberata di lavoro con i suoi quattro figli, ma ora suo marito Kent è molto più disponibile. Kiki è sorpresa quando sua madre Sandy si presenta prima del previsto e per tre settimane, sopraffacendola. Carla ha i suoi problemi come sua madre, Isis è arrivata inaspettatamente, per la prima volta dopo anni; nonostante Carla sia felice di vedere Isis, è ben consapevole di aspettarsi qualcosa da questo.
Amy, Kiki e Carla vanno al centro commerciale e si commiserano per le vacanze. Lamentando la pressione delle vacanze, fanno un patto per "riprendersi il Natale". Ruth cerca di creare uno spettacolo fuori dal Natale, piuttosto che mantenerlo semplice come vuole Amy. Cercando di reprimere quei piani, Amy porta la famiglia a Sky Zone per incontrare Kiki e Carla e le loro famiglie. Le nonne finalmente si incontrano e chiacchierano.
Al lavoro, Carla incontra il ballerino erotico Ty, che sta gareggiando in una gara di Babbo Natale sexy. Le chiede di essere il suo appuntamento, cosa che lei accetta con entusiasmo. Kiki continua ad avere problemi con la prepotenza di sua madre, quindi porta Sandy dal dottor Karl, per discuterne. Finiscono per avere un'interruzione della comunicazione; Kiki la rimprovera e Sandy lascia la sessione.
Amy e Kiki si uniscono a Carla, partecipando allo spettacolo di Babbo Natale sexy. Tutti sono colpiti dal ballo di Ty. Con sorpresa di tutti, Iside si alza al bar e inizia a ballare con lui. Carla corre per riavere Ty, provocando una rissa. Quando Carla riporta a casa Isis, chiede soldi per un nuovo investimento; anche se Carla sa che lo scommetterà e poi scomparirà come sempre, le presta i soldi.
Alla vigilia di Natale, Sandy dice a Kiki di aver comprato la casa accanto per vivere più vicino a lei. Alla fine, Kiki si scaglia, dicendole che non può perché ha bisogno di spazio. Sandy lascia la stanza piangendo. Allo stesso tempo, Amy si arrabbia con Ruth quando scopre di aver invitato estranei a casa sua per un'elaborata festa di Natale, esattamente quello che Amy le aveva detto di non fare. Rendendosi conto che Ruth sta affrontando tutto questo solo per rendersi rilevante piuttosto che essere lì per i suoi nipoti, Amy e Ruth poi litigano e abbattono accidentalmente un albero di Natale, rovinando la casa. Infuriata, Amy urla a Ruth di uscire dalla sua vita per sempre. I suoi figli, Jane e Dylan, assistono a questo sfogo e, temendo che saranno i prossimi, si arrabbiano con Amy. Nel frattempo, Carla trova un biglietto d'addio di Isis.
Ruth va in chiesa per la messa di mezzanotte, accompagnata da Sandy e Iside. Si criticano a vicenda per i loro sforzi come madri, indicandosi reciprocamente i difetti. Il padre di Amy, Hank, le parla della sua orribile lotta con sua madre, dove rivela che Ruth, sebbene a volte difficile da affrontare, è in realtà incredibilmente insicura e si è sempre preoccupata se stesse facendo un buon lavoro come madre, ma ha buone intenzioni e ama Amy incondizionatamente.
Amy va alla chiesa dove Ruth deve riparare la loro relazione. Si scusano, confessando quanto si amano sinceramente. Ruth dice ad Amy che è una madre meravigliosa. Si abbracciano strettamente. Quando l'orologio segna mezzanotte, Amy si rende conto che ha bisogno che sua madre l'aiuti a sistemare il Natale, quindi corrono a casa per decorare la casa come si deve.
La mattina di Natale, Jane e Dylan scendono al piano di sotto per vedere che Ruth è tornata, la relazione è stata riparata e la casa è meravigliosa. Kiki fa pace con Sandy, che le dice di aver messo in vendita la casa vicina e ammette di essersi sempre sentita sola a Natale da quando il padre di Kiki è morto. Carla riceve quindi la visita di Isis, che è seriamente intenzionata a dare una svolta alla sua vita e ha un nuovo lavoro a Sky Zone.
Tutte le famiglie si riuniscono per una cena di Natale non ortodossa. Amy, Kiki e Carla si applaudono a vicenda per aver fatto ciò che si erano prefissati di fare; Ty, che si è legittimamente innamorato di Carla, la rintraccia a casa di Amy per iniziare una relazione con lei; Ruth, Sandy e Isis annunciano di essere diventati amici e ora stanno programmando di fare un viaggio a Las Vegas per vedere Wayne Newton (qualcosa che Kiki aveva chiesto a Sandy di fare).

## Accoglienza
Il film ha incassato in tutto il mondo 130,6 milioni di dollari, contro un budget di produzione di 28 milioni.